# Scoliacma fuscofascia
Scoliacma fuscofascia är en fjärilsart som beskrevs av Rothschild 1913. Scoliacma fuscofascia ingår i släktet Scoliacma och familjen björnspinnare. Inga underarter finns listade.